# Boeckella symmetrica
Boeckella symmetrica är en kräftdjursart som beskrevs av Sars 1908. Boeckella symmetrica ingår i släktet Boeckella och familjen Centropagidae. Inga underarter finns listade i Catalogue of Life.